# Zelotomys hildegardeae
Zelotomys hildegardeae  (Thomas, 1902) è un roditore della famiglia dei Muridi diffuso nell'Africa centrale.

## Descrizione

### Dimensioni
Roditore di piccole dimensioni, con la lunghezza della testa e del corpo tra 115 e 137 mm, la lunghezza della coda tra 86 e 115 mm, la lunghezza del piede tra 20 e 25 mm, la lunghezza delle orecchie tra 13 e 17 mm e un peso fino a 64 g.

### Aspetto
Le parti superiori sono grigio-olivastre scure, striate di nero, i fianchi sono giallo brunastri pallidi, con una leggera linea di demarcazione più chiara, mentre le parti inferiori sono grigiastre, con la base dei peli color ardesia. Le orecchie sono bruno-grigiastre. Le zampe sono biancastre. La coda è più corta della testa e del corpo, grigiastra sopra, biancastra sotto e finemente ricoperta di peli.

## Biologia

### Comportamento
È una specie terricola e parzialmente diurna. Emette caratteristici fischi acuti.

### Alimentazione
Si nutre di insetti.

### Riproduzione
Femmine gravide sono state osservate a novembre nel Kenya meridionale e a luglio nell'Uganda occidentale. Danno alla luce 5-7 piccoli alla volta.

## Distribuzione e habitat
Questa specie è diffusa nell'Africa centrale.
Vive nelle savane e boscaglie umide e erbose, ai margini di paludi e foreste e in prati d'erba alta. Talvolta è presente in piantagioni e vicino alla case.

## Tassonomia
Sono state riconosciute 4 sottospecie:
- Z.h.hildegardeae: Kenya occidentale e meridionale, Tanzania, Ruanda, Burundi, Uganda;
- Z.h.instans (Thomas, 1915): Repubblica Democratica del Congo nord-orientale, Repubblica Centrafricana sud-orientale, Sudan del Sud meridionale;
- Z.h.kuvelaiensis (St.Leger, 1936): Angola centrale e nord-orientale, Repubblica Democratica del Congo meridionale;
- Z.h.shortridgei (Hinton, 1920): Zambia settentrionale, Malawi nord-occidentale;

## Conservazione
La IUCN Red List, sebbene non sia abbondante in un areale esteso e privo di maggiori minacce, classifica Z.hildegardeae come specie a rischio minimo (Least Concern).